# Окупація Судет

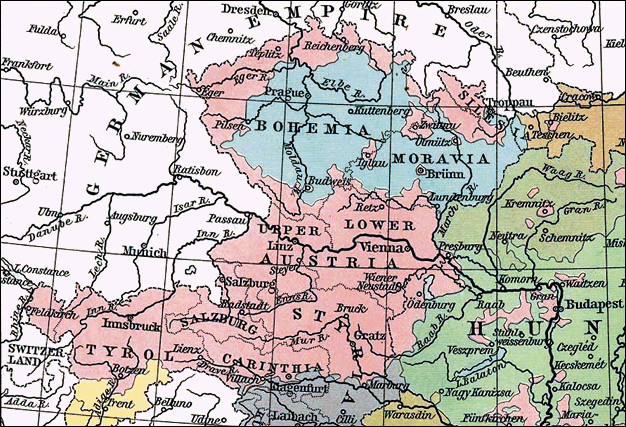
Німецьке населення на карті Австро-Угорщини. Виділені рожевим кольором. Чеське населення — блакитним. 1911.

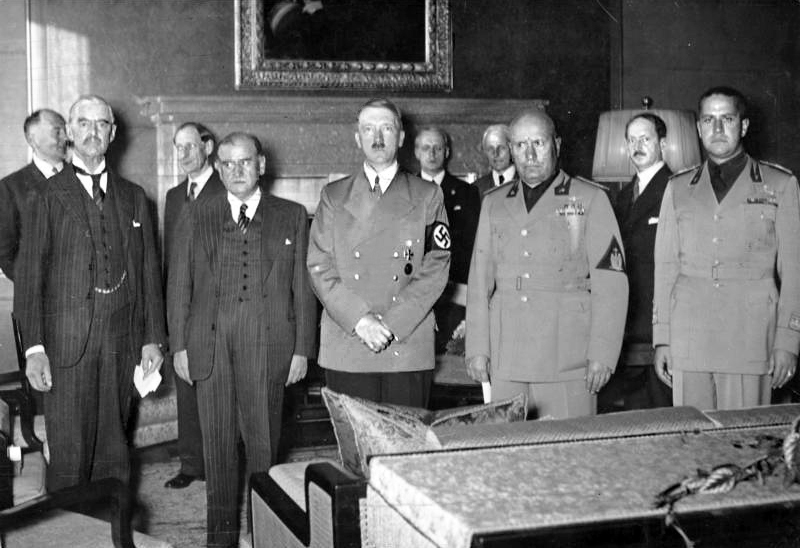
Мюнхенська угода.

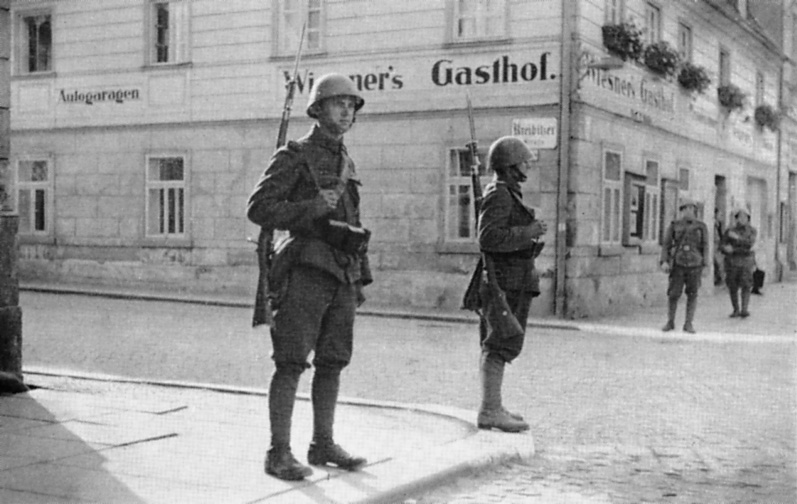
Чехословацькі солдати охороняють вулиці міста Красна Ліпа. Судети

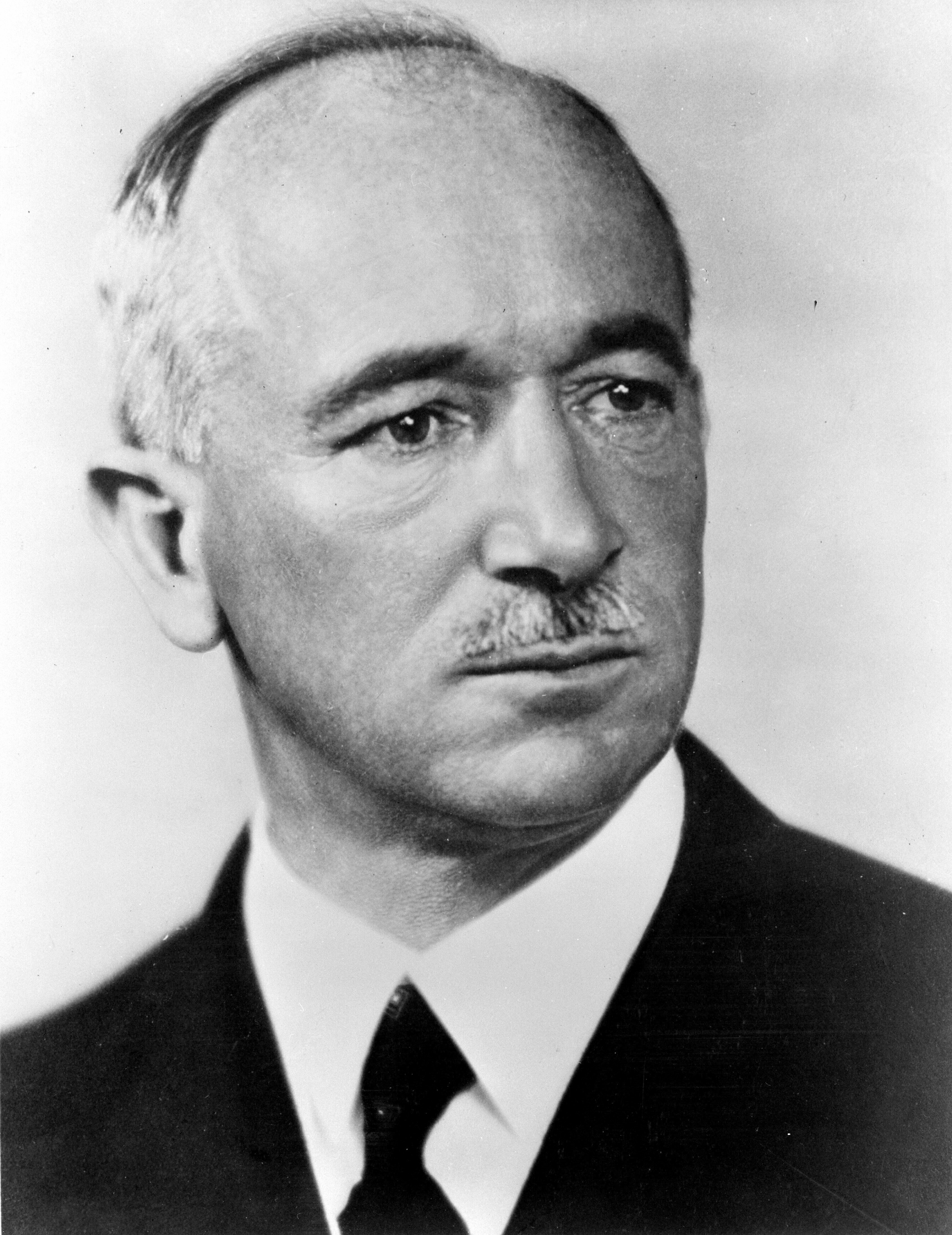
Президент Чехословаччини Едуард Бенеш

Окупа́ція Суде́т або Анексія Судетської області  — окупація збройними силами Третього Рейху частини території Чехословацької республіки в 1938, яка мала здебільшого німецьке населення, згідно з Мюнхенською угодою.

## Історія

### Передумови
Після розпаду Австро-Угорщини Верхня Австрія, Німецька Богемія, Судетська земля та інші населені переважно німцями території рішеннями учасників Паризькій мирної конференції були передані до складу новоутвореної Чехословаччини. Німці проживали на цих землях сотні років і в деяких районах становили понад 90 % населення; об’єднання усіх німців в одній державі було записано першим пунктом Програми німецьких націонал-соціалістів («25 пунктів»), і тому вже через кілька днів після приєднання Австрії Гітлер розпочав повертати ці території до складу Німеччини.

### Судетське питання

Територія Судетської області, що була окупована Вермахтом у жовтні 1938

Чехословацька республіка була наступним пунктом у списку територіальних амбіцій Гітлера. Але, твердо маючи намір приєднати всю Чехословацьку республіку до Третього Рейху, з тактичних міркувань Гітлер вирішив провести анексію в два етапи. На заході Чехословацької республіки, в Судетах, мешкала значна німецька меншість — 3,25 млн, що становило близько 23% населення країни, та дедалі більше підпадала під вплив місцевої проберлінської партії.
Гітлер, що прагнув поглинути якомога більше територій без європейської війни, зробив ставку на забезпечення прав судетських німців. Вирішення проблеми він бачив в одному — приєднання Судетської області до Рейху. Проте Гітлер розумів, що в однобічному порядку, як з Австрійською республікою, справу вирішити не удасться. Приєднавши Австрійську республіку, Гітлер отримав стратегічний плацдарм для захоплення Чехословацької Республіки і подальшого наступу в Південно-Східній Європі і на Балканах, джерела сировини, людські ресурси і військове виробництво.
Внаслідок аншлюсу територія Німеччини збільшилася у 17%, населення — у 10% (у 6,7 млн людей). До складу вермахту було включено 6 сформованих в Австрії дивізій.
Залякуючи західні держави війною, Гітлер, по суті, блефував, тому що до моменту підписання мюнхенської угоди одна лише Чехословацька республіка була спроможна мобілізувати мільйон солдатів. Разом з Французькою республікою вона змогла би виставити проти Третього Рейху втричі більшу кількість військ. До того ж, співвідношення сил Чехословацької республіки і Третього Рейху було на користь Чехословаччини. 1938 року Чехословацька Республіка мала 45 дивізій; вона мала в своєму розпорядженні 2 мільйони навчених солдатів. Всі збройні сили Третього Рейху складалися у той час з 35 піхотних, 5 танкових, 4 моторизованих, 4 легких, 3 гірсько-стрілецьких дивізій і 1 кавалерійської бригади. Загальна чисельність нацистського вермахту становила 2 мільйони 200 тисяч чоловік. (При цьому, за умовами Версальського мирного договору німецька армія майже не мала навченого резерву.) По суті, нацисти не мали в своєму розпорядженні необхідних для наступальних операцій сил.
Більш цього, Чехословацька республіка була вписана в систему міжнародних зобов'язань. Територіальна цілісність Чехословацької республіки була захищена цілим рядом міжнародних пактів і угод. Перш за все, непорушність суверенних кордонів Чехословацької Республіки і колективний захист її від зовнішньої агресії були гарантовані основоположним документом Версальської (Версальсько-Вашингтонської) системи післявоєнного устрою світу — Статутом Ліги Націй, включеним як перша частина у всі мирні договори Паризької конференції 1919–1920 рр.
Колективний захист кожного члена Ліги Націй у випадку агресії або її загрози був конкретно передбачений статтями 10, 11, 16 і 17 Статуту Ліги.
25 січня 1924 року Чехословацька республіка і Французька республіка уклали безстроковий договір про союз і дружбу, який був доповнений франко-чехословацьким гарантійним пактом, підписаним в Локарно 1 грудня 1925 року і передбачав захист Францією кордонів Чехословаччини.
16 травня 1935 року, незабаром після встановлення дипломатичних відносин між СРСР і Чехословацькою республікою, цими державами також був укладений договір про взаємодопомогу. Незадовго до цього, 2 травня 1935 року, договір про взаємодопомогу (проте без військової конвенції) був підписаний й між СРСР і Французькою республікою. Таким чином, СРСР, Французька республіка і Чехословацька республіка виявилися взаємно зв'язані мережею двосторонніх угод, які і склали основу т.з. системи «колективної безпеки», спрямованої на запобігання спроби німецького реваншу в Європі.
Перед Гітлером стало складне дипломатичне завдання. Частково його рішення полегшувало те, що Чехословацька республіка, навіть за винятком Судет, не була етнічно однорідною. У Словаччині існував рух за автономію. Мільйон угорців також не мав особливо ніжних почуттів до Праги, як і пів мільйона русинів.
Тим часом, у Чехословацькій республіці з боку судетських німців наростав рух опору. 1 жовтня 1933 було створено «Німецький патріотичний фронт» під керівництвом К.Генлейна, основною вимогою якого стала автономія Судет у складі федеральної Чехословаччині. У жовтні 1934 відбувся перший масовий мітинг «Німецького патріотичного фронту» К. Генлейна, в якому взяло участь близько 20 тисяч судетських німців.
17 жовтня 1937 почалися масові безлади в Судетській області, організовані судетськими нацистами.

### Планування та проведення анексії

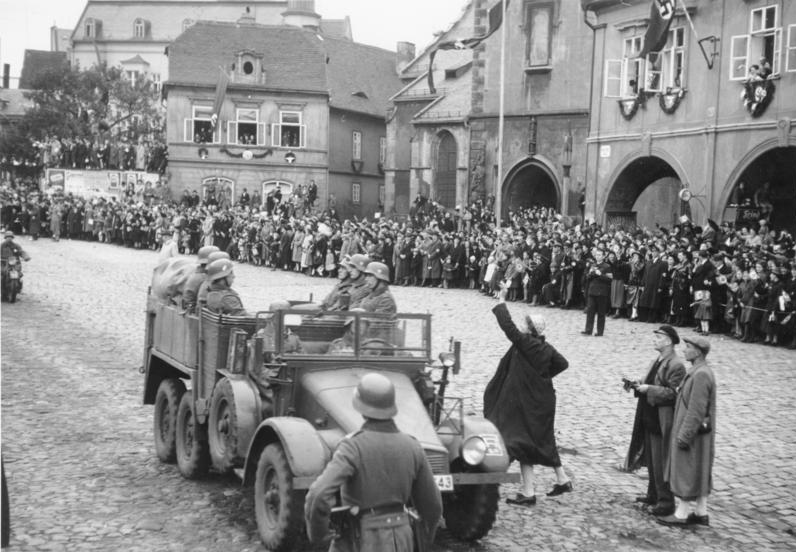
Krupp-Protze Kfz.70 на вулиці Хомутова. 9 жовтня 1938

20 травня 1938 генерал Вільгельм Кейтель направив Гітлеру новий варіант плану нападу на Чехословацьку республіку. Ймовірно, по каналах розвідки ця інформація дійшла до Праги, і в Чехословацькій республіці була оголошена часткова мобілізація. Посли Великої Британії і Французької республіки в Берліні попередили німецьке МЗС, що агресія проти Чехословацької республіки означає європейську війну. Гітлер злякався. Час для великої війни ще не прийшов.
За його розпорядженням 23 травня чехословацький посол в Берліні був проінформований про те, що Третій Рейх не має агресивних намірів відносно Чехословацької республіки.
Частина традиційної військової еліти Німеччини злякалася неабияк: європейська війна, як вони справедливо вважали, приведе до поразки Німеччини. Німецькі генерали підготували змову проти Гітлера і були готові заарештувати нацистську верхівку, якщо та спробує розв'язати війну.
18 серпня до Лондона прибув їх емісар генерал Евальд фон Клейст, який зустрівся там з противниками політики заспокоєння, у тому числі з Черчиллем, і заявив: Гітлер намітив дату вторгнення до Чехословацької Республіки, німецькі генерали мають намір запобігти агресії, але для цього необхідна тверда позиція Великої Британії; поступки з її боку Гітлеру виб'ють ґрунт з-під ніг у змовників. Слова Клейста були передані Чемберлену, який висловив помірне занепокоєння та виразив водночас неабияке недовір'я Клейстові.

Але сталося неймовірне — Мюнхенська конференція закінчилася нищівною дипломатичною перемогою Гітлера, такою перемогою, якої той і сам не чекав. І у підсумку, мюнхенська угода зірвала плани змовників. Як пише німецький історик І.Фест 
змовники пережили тоді такий колапс, від якого вони ніколи більше не змогли сповна отямитися.
5 вересня 1938 президент Чехословацької республіки Едуард Бенеш, уникаючи конфронтації, прийняв усі умови лідерів проберлінської партії в Судетах. Це було зовсім не те, на що розраховував Берлін: агресія проти Чехословацької республіки позбавлялася морального обґрунтування. За наказом з Берліна, переговори з Бенешем було негайно перервано. 12 вересня Гітлер виступив у Нюрнбергу. Визначивши 1 жовтня як дату вторгнення до Чехословаччини, він зажадав «справедливості» для судетських німців.
13 вересня Чемберлен запропонував Гітлеру переговори. Гітлер великодушно погодився на зустріч на його території, в Берхтесгадені.
15 вересня Чемберлен уперше зустрівся з Гітлером. Гітлер Чемберлена вразив. Гітлер заявив, що він жадає миру, але готовий і до світової війни через чехословацьку проблему. Втім, війни можна уникнути, якщо Велика Британія погодиться на передачу Судет Німеччині на основі права націй на самовизначення. Чемберлен пообіцяв вирішити цю проблему.
Поки Чемберлен гарячково обговорював перспективи заспокоєння Німеччини, Гітлер думав на два кроки вперед, домовляючись з Польською республікою і Угорським королівством про їх роль у конфлікті.

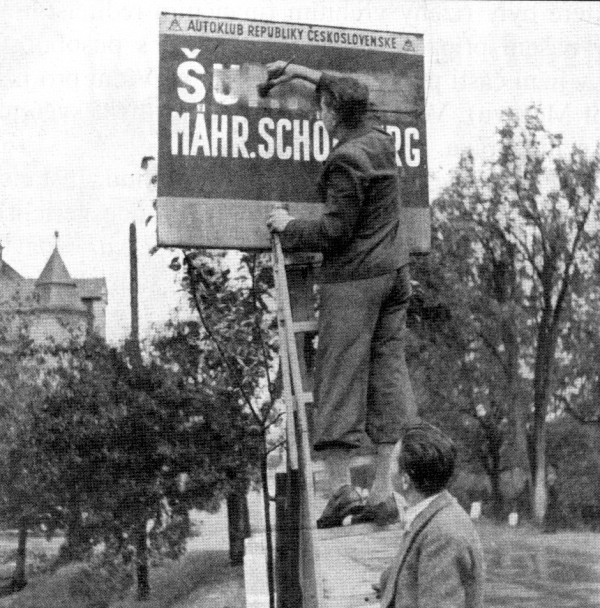
Судетські німці зафарбовують чеські назви на дорожних знаках. Шумперк. Жовтень 1938

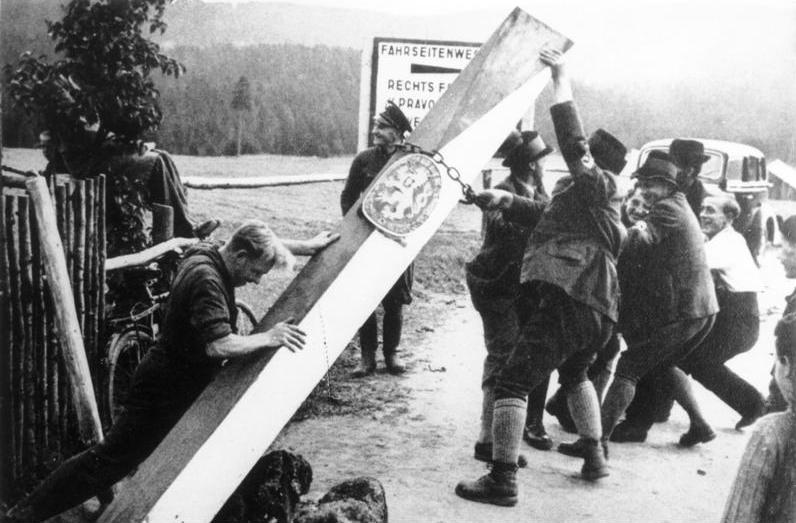
Судетські німці знищують чехословацький прикордонний знак.

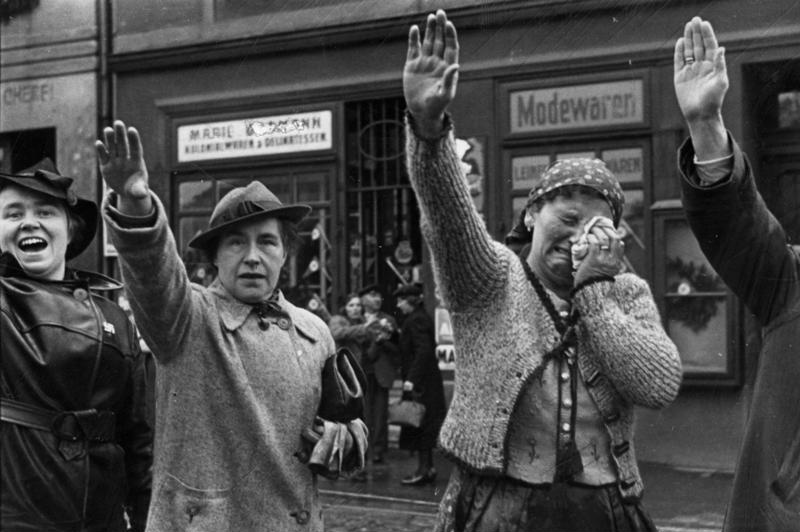
Судетські німці вітають вхід нацистських військ до Хебу. Написи німецькою мовою у місті свідчать про повагу чехословацького уряду до прав національних меншин країни.

18 вересня до Лондона спішно прибули прем'єр Французької республіки Едуар Даладьє і міністр закордонних справ Жорж Бонне. У ході консультацій з британськими колегами було вирішено, що території, на яких проживало понад 50% німців, повинні відійти до Третього Рейху, і що Французька Республіка з Великою Британією гарантують нові кордони Чехословацької Республіки від неспровокованої агресії. Чехословацьких представників до Лондона не запросили, і Прага вимушена була задовольнятися британсько-французькими пропозиціями, які були передані їй 19 вересня послами двох провідних європейських країн.
Відповідь чехословацького уряду була твердою: якщо прийняти такі умови, то рано чи пізно Гітлер поглине всю Чехословацьку Республіку. Прага також нагадала Парижу про його зобов'язання за договором про взаємодопомогу. Чемберлен і Даладьє холодно відповідали, що у такому разі Чехословацькій Республіці доведеться розв'язувати конфлікт з Третім Рейхом самотужки.
21 вересня польський уряд, за рік до своєї військової поразки, зажадав від Праги проведення плебісциту в районі Тешена, в якому проживала польська меншість, і висунув війська до кордону.
Радянські представники заявили, що СРСР стримає своє слово і прийде на допомогу Чехословацькій республіці. Заступник наркома закордонних справ СРСР В. Потьомкін в бесіді з чехословацьким посланцем до Москви З. Фірлінгером підтвердив готовність СРСР виконати пакт про взаємодопомогу, у випадку якщо Чехословацька республіка зазнає нападу з боку Третього Рейху, подібні заяви зробили нарком M. Литвинов британському послові в Москві і радянський повпред в Парижі — французькому уряду.
На питання журналістів, як зможе РСЧА потрапити до Чехословацької республіки, Литвинов відмітив:
|  | «Було б бажання, тоді і прохід знайдеться.» Оригінальний текст (англ.) [«Where theres а will, theres а way»] Помилка: {{Lang}}: текст вже має курсивний шрифт (допомога) |

Але, по-перше, СРСР міг зробити це лише після втручання Французької республіки, а, по-друге, для цього радянським військам треба було пройти теренами Польської республіки, на той час недружньої як Москві, так і Празі. Це чітко розуміли у всіх столицях. І без союзу з Французькою республікою, радянські гарантії не мали жодного практичного значення.
Е. Бенеш, що зробив усе можливе для захисту суверенітету країни, і залишений напризволяще, вимушений був підкоритися. 21 вересня Чехословацька республіка прийняла британо-французькі пропозиції.
22-23 вересня 1938 Чемберлен, натхненник політики заспокоєння, зустрівся з Гітлером — й знову на його території, в Годесберзі. Його чекав сюрприз. Гітлер несподівано заявив, що ці умови його вже більше не задовольняють, і додав, що Судети мають бути негайно окуповані Німеччиною до 1 жовтня. Негайна окупація замість мирного приєднання на основі вільного волевиявлення — такий був його виклик.
На другий день Чемберлен, який розумів, що йому потрібно вибирати між заспокоєнням і війною, котрої Велика Британія і Франція так боялися, погодився передати чехословацькому уряду вимогу Гітлера про передавання Судетської області до 1 жовтня під управління Третього Рейху.
Проте кабінет Чемберлена, і Французька Республіка визнали, що заспокоєння зайшло дуже далеко. Французька Республіка оголосила часткову мобілізацію і підтвердила, що виступить на стороні Чехословацької Республіки.
25 вересня Е. Даладьє в Лондоні отримав серйозну перемогу: Чемберлен погодився інформувати Гітлера про те, що якщо Франція опиниться у стані війни з Третім Рейхом через чехословацьке питання, Велика Британія виступить на її боці. Президент США Рузвельт і король Швеції Густав V виступили з серйозними застереженнями Третьому Рейху. Чехословацька армія готувалася до відбиття агресії. Велика Британія оголосила про мобілізацію флоту. Становище складалося найгіршим чином для Німеччини.
Пізно увечері 27 вересня Гітлер продиктував листа Чемберлену, який було витримано в поміркованих тонах: він був готовий дати гарантію безпеки частини Чехословацької республіки, що залишилася, він був готовий обговорити деталі з Прагою, й він хотів миру.

### Мюнхенська угода
Чемберлен запропонував Гітлеру конференцію за участю Чехословацької республіки, Великої Британії, Французької республіки та Італії. Вранці 28 вересня Муссоліні, що побоювався початку європейської війни, повідомив Гітлера, що виступає посередником на прохання Великої Британії і, підтримуючи фюрера, все ж просить його утриматися від мобілізації. Гітлер негайно запросив глав урядів Великої Британії, Французької республіки і Італійського королівства до Мюнхена. Всупереч своїй попередній обіцянці в посланні Чемберлену, він відмовлявся говорити із представниками Чехословацької республіки.
Зустріч в Мюнхені відбулася 29-30 вересня 1938. Гітлер зустрів Муссоліні на кордоні і по дорозі до Мюнхена заявив йому, що рано чи пізно Третьому Рейху та Італійському королівству доведеться битися пліч-о-пліч проти Великої Британії і Французької республіки. Муссоліні не заперечував.
О 01.00 ночі 30 вересня 1938 Гітлер, Чемберлен, Муссоліні і Даладьє підписали Мюнхенську угоду. Німецька армія отримувала право вступити в Судети 1 жовтня з тим, щоби завершити окупацію до 10 числа.
Чемберлен був у захопленні; перебуваючи в упевненості, що підписаний Гітлером документ має якесь значення, він вмить розрекламував його в Лондоні, і на хвилі ейфорії заявив, що вдруге після 1878 року (Берлінський конгрес), з Німеччини на Даунінг-стріт прибув почесний мир.
«Я вважаю, — вигукнув Чемберлен, — що це мир для цілого покоління».
Чехословацькій республіці не залишалося нічого іншого, як здатися.
10 жовтня німецькі війська завершили захоплення Судет і вийшли на новий німецько-чехословацький кордон.
До Мюнхена Чехословацька республіка була регіональною державою, після Мюнхена — перестала бути суб'єктом міжнародної політики. Чехословацька республіка, втративши Судети, втратила і законну владу. Її лідер, президент Едуард Бенеш, 5 жовтня пішов у відставку і незабаром вирушив у вигнання до Лондона. Національні збори обрали президентом Еміля Гаху. Анексія Судет стала прелюдією і до розчленовування Чехословаччини (на «протекторат Богемії і Моравії» і маріонеткову державу Тисо в Словаччині).

### Новий розподіл сил в Європі після Мюнхена
Існування Чехословацької Республіки як незалежної держави підійшло до завершення. Сусіди, що осміліли, — Польська Республіка і Угорське королівство — поспішили скористатися занепадом сусідньої країни і отримали свою долю в поділі Чехословацької Республіки. 1 жовтня 1938 під загрозою застосування військової сили, посол Польської Республіки вручив МЗС ультиматум польського уряду з вимогою передати до складу Польщі Тешинську область. Увечері в Тешинську область увійшли польські війська.
Так само, Прем'єр-міністр Угорського королівства Б. Імреді заявив, що інтереси угорської меншості Чехословацької республіки обійдені і зажадав передання до складу Угорщини південної частини Словаччини і Підкарпатської Русі. Разом з Судетами Чехословацька Республіка втрачала потужні укріплення на західних рубежах і значну частину свого економічного потенціалу.

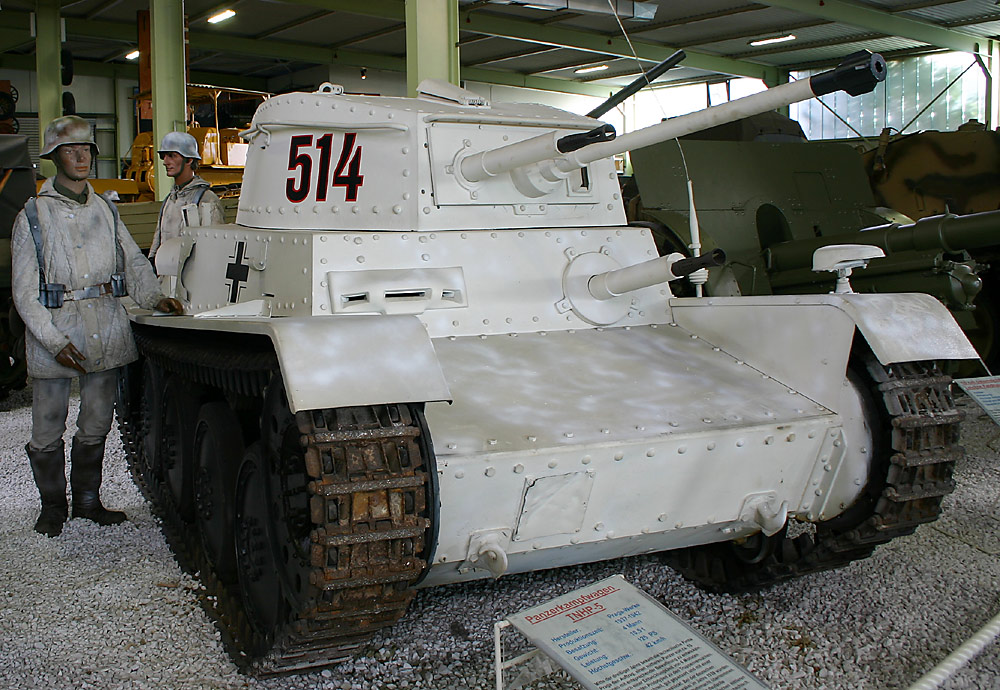
Чехословацький танк Panzer 38(t) — з числа тих, що були захоплені під час окупації Судет

У Чехословацькій Республіці була порушена мережа залізничних і шосейних доріг, що існувала, телеграфний і телефонний зв'язок. Країна позбавлялася 66% запасів кам'яного вугілля, 80% запасів бурого вугілля, 86% запасів сировини для хімічної промисловості, 80% цементу, 80% текстильної промисловості, 70% лісів. Тепер вона стала більш ніж легкою здобиччю. Велика Британія і Французька Республіка, що перевершували у вересні 1938 р. Третій Рейх за сукупною військовою потужністю, дали Гітлеру шанс почати реальну експансію.
Питома вага Чехословацької Республіки на світовому ринку з продажу зброї і боєприпасів у той період становила 40 відсотків. 10 оборонних заводів могли щомісячно поставляти 1600 станкових і 3000 ручних кулеметів, 130 тис. рушниць, 7000 гранатометів, 200 гармат і сотні танків і літаків. Пізніше Гітлер визнавав, що під час окупації німці отримали 582 літаки, 581 протитанкову гармату, 2175 гармат всіх калібрів, 735 мінометів, 468 важких танків, 43 тис. 876 кулеметів, 114 тис. пістолетів, 1 мільйон 20 тис. рушниць, 3 мільйони гранат і величезну кількість інших боєприпасів.
Навіть приєднання Судет з відомими обмовками можна було віднести до реваншу та відновлення Німеччини як великої європейської держави. Але відкрита дорога до анексії Чехословаччини, що залишилася, означала, що давній Версальський порядок в Європі був повністю зламаний. По суті, Мюнхен констатував, що Третій Рейх перетворився на європейського гегемона.
За півроку опісля решта Чехословацької Республіки була перетворена Гітлером на Протекторат Богемії і Моравії та Словацьку Республіку. Чехословаччина як незалежна держава перестала існувати.